# Мазченко, Юрий Николаевич
Юрий Николаевич Мазченко (8 февраля 1936 — 10 марта 2019, Санкт-Петербург) — российский альтист, заслуженный деятель искусств Российской Федерации (2005), лауреат Первого республиканского конкурса-фестиваля молодёжи Узбекистана, профессор (1997) кафедры струнных инструментов Новосибирской государственной консерватории имени М. И. Глинки. Окончил оркестровый факультет Ташкентской консерватории в 1959 г.

## Педагогическая деятельность
Первый этап педагогической и исполнительской деятельности Мазченко прошёл в Узбекистане. С 1959 г. — преподаватель класса альта Ташкентской государственной консерватории. Одновременно был артистом струнного квартета Узбекской филармонии, гастролировал в его составе в городах Средней Азии, Казахстана, Закавказья, Белоруссии, России, в ГДР.
С 1973 г. творческая деятельность Мазченко связана с НГК (академией). Здесь он прошёл путь от и. о. доцента (1973) до профессора, более 20 лет заведовал кафедрой струнно-смычковых инструментов (1974—1994, 1998—1999), с 1978 г. — в должности доцента, с 1997 г. — в должности профессора. С 1974 г. Юрий Николаевич является преподавателем НСМШ (колледжа).
Ю. Н. Мазченко выступал с мастер-классами в учебных заведениях Сибири, Дальнего Востока и Республики Корея (г. Пусан, 1998), возглавлял жюри конкурсов, в том числе Всесоюзные конкурсы альтистов во Львове (1980, 1984, 1988 гг.), Всероссийские конкурсы скрипачей в Казани, а также являлся постоянным членом жюри Международного конкурса юных исполнителей «Надежда» в Красноярске и Сопредседатель и Председателем Открытого конкурса молодых скрипачей и альтистов «Запад-Сибирь-Восток» в Новосибирске.
Мазченко подготовил большое количество специалистов — оркестрантов, ансамблистов, солистов, преподавателей. Его ученики побеждают на отечественных и международных конкурсах: В. Суменков, М. Дружинина, Е. Максимова, М. Бугаев, Е. Бережнова, Ким Чу Ен, Ездра Ву и др. По его классу консерваторию окончило свыше 60 студентов и ассистентов-стажеров. Среди них концертмейстеры крупнейших оркестров, в том числе зарубежных (Е. Кержнер, Э. Вельш, М. Бугаев, В. Суменков, Г. Цамбасурен), преподаватели специальных классов вузов страны, имеющие ученые звания. В числе выпускников — заслуженный артист РФ, профессор Красноярской академии музыки и театра Игорь Флейшер; лауреат Всесоюзного конкурса альтистов, доцент Томского университета А. С. Чудаков; заслуженный артист Российской Федерации, концертмейстер группы альтов Академического симфонического оркестра Новосибирской филармонии, и. о. доцента кафедры струнно-смычковых инструментов НГК (академии) им. М. И. Глинки Н. Чернышева; лауреаты международных конкурсов, преподаватели НГК А. Г. Охотин и И. В. Юрова (она также концертмейстер группы альтов Камерного оркестра Новосибирской Филармонии); артисты струнного квартета «Filarmonica» Новосибирской филармонии В. И. Копылов — лауреат Всесоюзного конкурса и И. Тарасенко — лауреат международных конкурсов; артист Радио-Филармонического оркестра г. Hilversum (Голландия) П. Муратов; лауреат международных конкурсов, концертмейстер оркестра Новосибирского академического театра оперы и балета Е. Бауэр; лауреаты международных конкурсов, студентки МГК им. П. И. Чайковского Сопова Ирина и Зубова Евгения; лауреат международных конкурсов, студентка СПГК им. Н. А. Римского-Корсакова Е. Дыпкеева; лауреат международных конкурсов, студент Высшей школы музыки г. Любека (Германия) Н. Бакиев; концертмейстер группы альтов Новосибирского театра оперы и балета Л. Наумова др.
Ю. Н. Мазченко подготовил победителей международных конкурсов и по классу виоль д’амур: Международный музыкальный конкурс «Синяя птица» (Симферополь, Украина):
- 2005 г. — Бережнова Е. — Гран-при;
- 2006 г. Дыпкеева Е. — лауреат I премии, Яникова У. — лауреат II премии;
- 2008 г. Яникова Ульяна с большим успехом выступала в концертах стипендиатов фонда М. Ростроповича в Вильнюсе, Баку, Москве, Вашингтоне. В концерте «Посвящение маэстро Ростроповичу» она исполняла «Триптих» Ю. Н. Мазченко для виоль д’амур.

Отзыв В. Юзефовича о концерте в Вашингтоне, 2008 г. «…Несколько музыкантов обладают поистине выдающимися дарованиями. […] Каждый из них продемонстрировал не только полнейшее слияние со своим инструментом, но и существенно расширил наши представления об их исполнительских возможностях.[…] Подлинным открытием сделалось выступление У. Яниковой — открытием интереснейшего Триптиха, написанного для этого инструмента новосибирским педагогом и композитором Юрием Мазченко».
С 20 по 23 ноября 2014 г. впервые в истории инструмента в Новосибирской консерватории прошёл Международный фестиваль виоль д’амур, в котором часть программы прозвучала в характерной для Европы «аутентичной» манере (А., Меркулова, Швейцария), а также в современной (исполнители из Новосибирска). Был исполнен ряд концертов с оркестром Новосибирской консерватории (И. Флейшер, М. Богданов, Д. Кривицкий, К. Стамиц).
С 9 по 15 апреля 2015 г. состоялся конкурс имени Ю. М. Крамарова исполнителей на струнных инструментах, где опять-таки впервые была и номинация виоль д' амур. Лауреатами этой номинации стали 7 участников: М.Пинигин, Д. Ушаков, В. Вантеева, Ю. Семененко, Л. Зураева, Л. Патеюк и С. Обухов.
Высокую оценку выступлениям ребят дал Президент интернационального общества виоль д’амур Ханс Лаурер: «Я был глубоко впечатлен музыкальной зрелостью и техническим совершенством юных коллег из Новосибирска». Он предложил им включиться в деятельность общества, практически признав их право играть в современной (а не «аутентичной», как принято в Европе и США) манере.
В Консерватории издана (Ю. Мазченко, Ю. Юкечев) «Современная школа игры на виоль д’амур», составленная из произведений сибирских композиторов.
Таким образом, Новосибирская консерватория — единственный вуз в мире, где обучение на виоль д’амур проходит на основе современной музыки и современной манеры игры, а также как уже упоминалось — на высоком профессиональном уровне.

## Награды, звания
1997 г. — Ученое звание профессора Новосибирской государственной консерватории (академии) имени М. И. Глинки.
Творческая деятельность Мазченко отмечена наградами — медалями, грамотами, в их числе: многочисленные Почетные грамоты и Благодарности Министерства культуры РФ, Губернатора и Департамента культуры Новосибирской области, мэрии г. Новосибирска, Дипломы жюри исполнительских конкурсов, в том числе с присвоением звания «Педагог-мастер» за высокое педагогическое мастерство (Москва, 2006 г.), подготовку лауреатов конкурсов.
- 2004 г. Почетная грамота Академии Антона Рубинштейна в г. Дюссельдорфе.
- 2005 г. Почетное звание «Заслуженный деятель искусств России».
- 2008 г. Награждён Орденом «За вклад в просвещение» Совета по общественным наградам и Российской геральдической палаты.
- 2009 г. Премия губернатора Новосибирской области «За значительный вклад в развитие музыкального искусства и профессионального образования».

## Исполнительская деятельность
Активна исполнительская деятельность Мазченко. Юрий Николаевич — лауреат Первого Республиканского конкурса-фестиваля молодежи Узбекистана. В составе струнного квартета Узбекской филармонии он гастролировал в городах Средней Азии, Казахстана, Закавказья, Белоруссии, России, ГДР. Позже он выступает как альтист с сольными концертами в составе струнного квартета НГК в Новосибирске и городах сибирского региона, гастролирует в Португалии (1991, 1992) и Германии (1993).
С его именем связано рождение нового направления в концертной жизни Сибири — сольное исполнительство на виоль д'амур. Он открыл этот инструмент для слушателей Новосибирска, Красноярска, Томска, Барнаула, Владивостока, выявил его виртуозные и колористические возможности как исполнитель и композитор в ряде сочинений, в частности, в «Шести сюитах для виоль д’амур соло». Уникальная исполнительская деятельность Мазченко получила большой общественный резонанс и способствовала рождению интереса к этому инструменту со стороны композиторов Новосибирска Ю. Юкечева, М. Богданова, С. Кравцова и других, существенно пополнивших его репертуар. Кроме концертов, в том числе с оркестром, были записаны передачи на радио и телевидении, в которых прозвучала музыка для виоль д’амур не только старинных мастеров, но и современных композиторов, в том числе собственные сочинения Ю. Н. Мазченко.

## Научная и методическая деятельность
Юрий Николаевич Мазченко — автор книги «Вопросы методики обучения игре на альте и виоль д’амур» (Новосибирск, 2009 г.), брошюры «О преодолении и профилактике негативных сценических состояний у исполнителя-струнника» (Новосибирск, 1999 г.), сочинения «Шесть сюит для виоль д’амур соло» (Новосибирск, НГК им. Глинки, 2005 г.) и ряда статей, опубликованных издательствами Москвы, Новосибирска, Красноярска, Ташкента.

## Источник
Б. А. Шиндин (отв. ред.), Н. И. Головнева. Новосибирская государственная консерватория - 50 лет: Энциклопедический словарь. — Новосибирск: Новосибирская государственная консерватория (академия) имени М. И. Глинки, 2006. — Т. 1. — С. 35. — 400 с. — ISBN 5-9294-0050-4.